# Hollænder (papirfremstilling)
|  | "Hollænder" kan have flere betydninger, se Hollænder |
En hollænder er en maskine, som anvendes til at male våd papirmasse. Den blev opfundet i Holland i 1600-tallet. Ved hjælp af roterende knive sønderrives tekstiler til den ønskede fiberstørrelse.
De anvendte tekstiler eller klude skal sønderdeles. Det skete tidligere i stampemøller (deraf navnet papirmøller for de ældre fabrikker), som arbejder med hammeragtig faldende stamper, men på grund af deres ringe præstationsevne blev de siden helt fortrængt af de såkaldte hollændere.
Da stamperne imidlertid gav et udmærket, langtavet produkt, har man igen forsøgt at indføre dem ved fremstillingen af særlig fint papir. En moderne maskine kaldes en refiner.

## Funktion
En hollænder er vist på billedet med en del af forvæggen taget bort. Den består af et langagtigt trug u, der i midten er forsynet med en fritstående skillevæg, a-t, således at den blanding, af klude og vand, som kommes i truget, kan cirkulere i dette i den ved pilene viste retning. Kludene passerer herved stadig ind mellem den med knive besatte, roterende valse d og de i "pladen" b anbragte knive c.
Da valsen har 30-70 knive, pladen 7-20, og da valsen gør 100-200 omdrejninger i minuttet, giver den således ca. 3500-4800 klip i sekundet. Samtidig med sønderskæringen af kludene besørger valsen også disses transport hen over brystet l. Sand og lignende afsætter sig i renden o i den forreste del m af pladen, medens sigtetromlen s og sigtedugen r med afløbsrenden q tjener til fjernelse af andet smuds.
Når sønderskæringen nærmer sig sin afslutning, må de sidstnævnte anordninger sættes ud af virksomhed for at forhindre et tab af papirstof, hvilket sker ved indskydning af pladen p.
Under arbejdet i hollænderen kan valsen og "pladen" b efterhånden nærmes til hinanden, alt som sønderdelingen skrider fremad, men i øvrigt benyttes altid to hollændere, af hvilke den ene fremstiller det såkaldte halvstof eller halvtøj, der i den anden yderligere findeles til såkaldt helstof.

## Helstofhollænderen
I helstofhollænderen finder også en blanding sted af de forskellige slags halvstof samt en blegning og indblanding af de forskellige fyldtstoffer og eventuelt "lim". Blegningen foretages enten ved hjælp af klorkalk eller ved elektrolytisk fremstillet klor. Endvidere tilsættes her til hvidt papir en ringe mængde blånelse og til farvet papir de nødvendige farvestoffer. Den lim, der benyttes, er harpikssur lerjord, der udfældes på selve taverne i hollænderne, idet man her først tilsætter en opløsning af harpikssæbe og derpå en opløsning af svovlsur lerjord, hvorved udfældes harpikssur lerjord og dannes opløselig svovlsurt alkali, som vaskes bort.
Til håndgjort papir bruges dog almindelig lim hvortil er sat en ringe mængde alun, og denne lim tilsættes først på et senere stadium af fabrikationen.
| - Billeder af 'papirhollændere' - Hollænder fra papirmuseet i Duszniki-Zdrój i Polen - Hollænder fra papirmuseet Alte Dombach i Tyskland - Fra papirmuseum i Atlanta |

| - Fra 'De Schoolmeester' - en stadig fungerende papirmølle |